# Je te dis vous
Je te dis vous to trzeci studyjny album Patricii Kaas, wydany w 1993 roku.

## Lista utworów
1. „Y'avait tant d'étoiles"
2. „Hotel Normandy”
3. „Je retiens mon souffle”
4. „Ceux qui n'ont rien”
5. „Il me dit que je suis belle”
6. „Space In My Heart”
7. „La liberte”
8. „Fatiguee d'attendre”
9. „Jojo”
10. „Je te dis vous”
11. „Reste sur moi”
12. „Ganz und gar"
13. "Out of the Rain"
14. "It's A Man's World"
15. "Entrer dans la lumière"